# Sundarapandiapuram
Sundarapandiapuram is een panchayatdorp in het district Tenkasi van de Indiase staat Tamil Nadu. 

## Demografie
Volgens de Indiase volkstelling van 2001 wonen er 7.705 mensen in Sundarapandiapuram, waarvan 50% mannelijk en 50% vrouwelijk is. De plaats heeft een alfabetiseringsgraad van 65%.